# Хавин, Исаак Борисович
Исаак Борисович Хавин (6 марта 1885, Гомель Могилёвской губернии — 22 ноября 1988, Москва) — советский учёный в области эндокринологии. Доктор медицинских наук (1937), профессор (1937).

## Биография
Окончил физико-математический факультет Санкт-Петербургского университета (1911) и медицинский факультет Московского университета (1916). Работал инфекционистом и терапевтом в Гомеле (1916—1930). На протяжении долгих лет (1930—1984) работал во Всесоюзном институте эндокринологии (позднее — Институт экспериментальной эндокринологии и химии гормонов АМН СССР) (ныне — ФГУ Эндокринологический научный центр (ЭНЦ) Минздравсоцразвития РФ).

## Научные труды
- «Эндогенное истощение и его лечение». М., 1940;
- «Щитовидная железа: клиника её функциональных и воспалительных расстройств». М., 1967;
- «Болезни щитовидной железы». М., 1969 (соавт.);
- «Акромегалия и обмен веществ». Кишинев, 1970;
- «Основные эндокринные заболевания и их лечение». Ташкент, 1975 (соавт.).